# La Torre de Esteban Hambrán
La Torre de Esteban Hambrán è un comune spagnolo di 1 763 abitanti situato nella comunità autonoma di Castiglia-La Mancia.